# San José del Cabo
San José del Cabo (phát âm tiếng Tây Ban Nha: [san xo'se ðel 'kaβo], Thánh Joseph của Mũi đất) à một thành phố nằm ở bang của Mexico Baja California Sur, và là thủ phủ của khu đô thị tự quản Los Cabos ở phía nam cuối Baja California Sur. Trong điều tra dân số năm 2010, nó có dân số 69.788 người. Cùng với thành phố láng giềng Cabo San Lucas, nó tạo thành một điểm đến du lịch lớn đối với du khách, với hơn 900.000 du khách lưu trú khách sạn vào năm 2011. [2] Hai thành phố được phục vụ bởi sân bay quốc tế Los Cabos.
Hội truyền giáo San José del Cabo được thành lập năm 1730; Río San José gần đó đã cung cấp nguồn nước cho người Tây Ban Nha khi họ đi thuyền buồm đi và đến và đi từ Philippines..
San José del Cabo là một trong hai nơi mà loài chuột gạo hiếm và có thể tuyệt chủng oryzomys peninsulae đã được phát hiện.